# Meall Glas
Meall Glas är ett berg i Storbritannien.   Det ligger i kommunen Stirling och riksdelen Skottland, i den nordvästra delen av landet, 600 km nordväst om huvudstaden London. Toppen på Meall Glas är 959 meter över havet, eller 553 meter över den omgivande terrängen. Bredden vid basen är 8,7 km.
Terrängen runt Meall Glas är huvudsakligen kuperad.Runt Meall Glas är det mycket glesbefolkat, med 4 invånare per kvadratkilometer. Närmaste större samhälle är Killin, 14,2 km öster om Meall Glas. Omgivningarna runt Meall Glas är i huvudsak ett öppet busklandskap.